# Badania balistyczne
Badania balistyczne – badania broni, amunicji oraz materiałów miotających pod kątem rozwiązywania problemów leżących w zainteresowaniu balistyki wewnętrznej, balistyki zewnętrznej i balistyki końcowej.
Badania te w szczególności dotyczą zagadnień związanych z badaniem warunków i czynników jakie wpływają na proces spalania prochów i badanie ich własności energetycznych, badanie podstaw fizycznych zjawiska strzału jako procesów termo-gazodynamicznych, określanie przebiegów ciśnienia gazów w komorze nabojowej oraz prędkości pocisku w lufie. Dotyczy również wyznaczania parametrów konstrukcyjnych broni i amunicji zapewniających pociskowi wymaganą donośność, badanie ruchu pocisku na torze lotu i badanie zjawisk jakie mogą występować podczas uderzenia pocisku w cel.